# Lucio Calpurnio Pisone (console 15 a.C.)
Lucio Calpurnio Pisone Cesonino, detto il Pontefice, (in latino Lucius Calpurnius Piso Caesoninus Pontifex; 48 a.C. – 32) è stato un politico e militare romano del periodo imperiale.

## Biografia
Era figlio di Lucio Calpurnio Pisone Cesonino (console nel 58 a.C.), della famiglia plebea dei Pisoni, appartenente alla gens Calpurnia. Era il fratello minore da parte di padre di Calpurnia, e quindi cognato di Giulio Cesare, pur avendo solo quattro anni quando questi fu assassinato.
Ottimo statista, cominciò la sua carriera di magistrato, come questore nel 23 a.C. Negli anni successivi fu proquestore di Augusto in Sicilia ed Asia, per diventare pretore nel 18 a.C. Due anni più tardi, nel 16 a.C., si trovava a Milano, in qualità di proconsole della Gallia traspadana
Segnalatosi come uno dei più i più validi collaboratori dell'imperatore, potrebbe essersi recato da lui a Lugdunum (l'attuale Lione), in Gallia, sempre nel 16 a.C., mentre l'anno successivo fu nominato console (15 a.C.).
Nel 13 a.C. fu inviato a governare la provincia di Galazia e Pamphilia, per soggiogare le tribù del Tauro (gli Omonadensi), tra la Cilicia Tracheia e la Pisidia. Nell'11 a.C., un'insurrezione di genti trace, richiese un suo immediato intervento in Tracia. E quando i Bessi vennero a sapere del sopraggiungere del governatore romano, iniziarono a ritirarsi, ma Pisone entrò nei loro territori e, nonostante una prima sconfitta, li vinse e devastò i loro territori e quelli delle popolazioni limitrofe che erano insorte insieme a loro. Accompagnato da un paio di legioni, vi rimase per tre anni di guerre ininterrotte (dall'11 al 9 a.C.), al termine delle quali sottomise tutte quante le popolazioni traciche, imponendosi su alcune con il loro consenso, terrorizzandone altre, scendendo a patti con altre ancora dopo aspri combattimenti. Per questi motivi gli vennero tributati delle supplicationes e gli ornamenta triumphalia. Le operazioni in Tracia costituivano il logico completamento, alle più vaste operazioni per la conquista di tutta l'area illirico-balcanica, iniziate da Agrippa nel 13 a.C. e portate a termine da Tiberio tra il 12 ed il 9 a.C.
Potrebbe riferirsi proprio a lui il famoso frammento di Tivoli, in cui il personaggio ignotus in questione, combatteva una guerra collegata ad un re (forse quello trace, Remetalce I), sottomettendo una popolazione indigena (forse quella dei Bessi) e ricevendone per questo gli ornamenta triumphalia (10 a.C.); governava l'Asia come Proconsole (tra l'8 e il 5 a.C.); e poi la Siria (tra il 4 e l'1 a.C.
Alcuni anni più tardi ricopriva la carica di proconsole d'Asia, e dal 12 fu nominato praefectus urbi, carica che ricoprì fino alla morte, avvenuta nel 32 d.C., e meritandosi alte lodi per la sua moderazione e dedizione al dovere.
Il soprannome pontifex, per distinguerlo da un omonimo augure, deriva dalla sua appartenenza al collegio pontificale, presieduto dal pontefice massimo (al tempo Augusto e Tiberio).